# Ferencváros (Budapest)
Ferencváros (pronuncia /fɛrɛnt͡svaːroʃ/) è il nono distretto di Budapest.
Il toponimo significa "città di Francesco" fu assegnato il 4 dicembre 1792, quando Francesco II d'Asburgo-Lorena fu incoronato sovrano d'Ungheria.

## Storia
Lo sviluppo di Ferencváros iniziò alla fine del XVIII secolo. Nel 1799 e nel 1838 molti edifici del distretto furono distrutti dalle esondazioni del Danubio. Per la ricostruzione furono usati laterizi e pietra anziché adobe, in modo da impedire danni gravi in futuro.
L'industrializzazione del distretto avvenne nella seconda metà del XIX secolo. In questo periodo furono costruiti i cinque mulini di Ferencváros, il mattatoio (il più grande d'Ungheria) e il Mercato centrale.
Oggi è una delle zone più attraenti di Budapest, specie grazie ai grandi spazi verdi.

## Sport
Il distretto è celebre anche perché sede del Ferencvárosi Torna Club e dell'omonima polisportiva.